# Прокофьева-Михайловская, Лидия Эдуардовна
Лидия Эдуардовна Прокофьева-Михайловская  (1896, Иркутск — 1942, Ленинград) — советский учёный-физик, оптик, преподаватель высшей школы. Известная как основатель первой в СССР лаборатории фотоупругости. Доцент кафедры теории упругости математико-механического факультета ЛГУ. Кандидат физико-математических наук.

## Биография
Родилась в семье инженера путей сообщения Эдуарда Михайловского. Начала обучение на Бестужевских курсах в Петрограде, однако после смерти отца пришлось вернуться в Тюмень. Работала учителем в женской гимназии. В 1920 году вернулась в Петроград, поступила в институт путей сообщения, затем в 1923 году  перевелась в Петроградский университет на физико-математическое направление. Продолжила учёбу в аспирантуре, там начала интенсивно занимается исследованием оптического метода изучения напряжений, имеющим важное оборонное значение. Поэтому её работы носили закрытый характер. В связи с этим, ВАК  присвоила ей ученую степень кандидата физико-математических наук в 1941 году, а не в 1925 году после защиты диссертации.
В 1925 году став ассистентом кафедры упругости физико-математического факультета ЛГУ и научным сотрудником НИИ математики и механики (НИИ ММ), где ею была организована лаборатория оптического метода, ставшая ведущей в стране. В 1935 году Л.Э. Прокофьева-Михайловская была приглашена в Академию артиллерии РККА для преподавания и назначена начальником отдела. 
Умерла от голода в Ленинграде в 1942 году.

## Научные труды
- Развитие метода фотоупругости в СССР // Успехи физических наук. 1940. Т. ХХIII. Вып. 1. С. 13-15.
- Исследование напряжений в лобовых швах сварных соединений с накладками оптическим методом. // Автоматическая сварка. Вып. IV. 1933.
- Исследование напряжений в станине лафета пушки // Известия Артиллерийской Академии РККА. 1935. Т. 5.
- Исследование распределения напряжений в орудиях оптическим методом // Известия Артиллерийской Академии РККА. 1933. Т. 4. № 67.
- Оборудование лабораторий оптического метода НИИММ ЛГУ // Труды конференции по оптическому методу изучения напряжений. Л.; М., 1937. С. 45-52.
- Исследования напряжений в лобовых швах сварных соединений оптическим методом.  М.; Л.: Автогенная сварка, 1933. вып.4. С. 18-26.